# Sollevazione della Grande Polonia (1848)

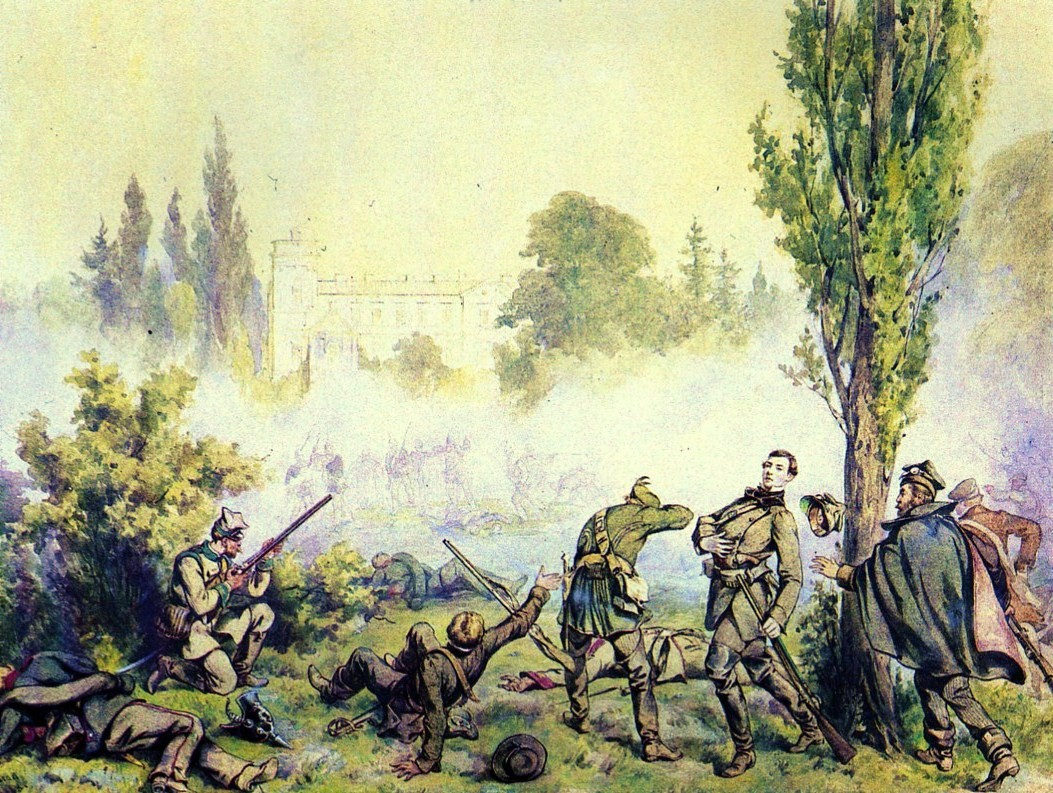
Rappresentazione della battaglia di Miloslaw

La sollevazione della Grande Polonia del 1848 (in polacco Powstanie wielkopolskie 1848 roku) è stata una insurrezione militare dei polacchi del Granducato di Poznań contro le forze occupanti prussiane che si svolse durante il periodo della Primavera dei popoli. Fu organizzata politicamente dal Comitato Nazionale di Poznań (Komitet Narodowy w Poznaniu). Dopo le vittorie militari nelle battaglie Miloslaw e Sokolow, l'ala sinistra della dirigenza tentò di far evolvere la strategia di guerriglia in guerra popolare, mentre la destra tentò di negoziare più autonomia per il Granducato. L'atto di capitolazione fu firmato il 9 maggio 1848.